# アカツキゲームス
株式会社アカツキゲームス（英: Akatsuki Games Inc.）は、日本のゲーム会社。株式会社アカツキの完全子会社。コンピュータエンターテインメント協会正会員。

## 歴史
2021年12月、ゲーム事業の分社化に伴いアカツキの完全子会社として設立。
2022年4月1日付でゲーム事業を同社へ分社化した。
2023年8月8日、コーポレートロゴを改定。

## ゲームタイトル
| 発売年 | 発売日   | 作品名                                                      | 配信元                                | プラットフォーム                 | 備考                                                                            |
| ------ | -------- | ----------------------------------------------------------- | ------------------------------------- | -------------------------------- | ------------------------------------------------------------------------------- |
| 2010年 | 10月     | 育てて☆マイガール                                           | アカツキゲームス                      | mobage/GREE                      | サービス終了                                                                    |
| 2010年 | 12月     | 暴走堕天使                                                  | アカツキゲームス                      | mobage/GREE                      | サービス終了                                                                    |
| 2011年 | 5月      | 絆のファンタジア                                            | アカツキゲームス                      | GREE                             | サービス終了                                                                    |
| 2011年 | 9月      | 絆のファンタジア                                            | アカツキゲームス                      | Mobage                           | 2012年9月7日サービス終了                                                        |
| 2011年 | 10月14日 | シンデレラナイン                                            | アカツキゲームス                      | Mobage                           | 2020年11月30日サービス終了                                                      |
| 2012年 | 3月25日  | 鬼神ブレイド                                                | アカツキゲームス                      | Mobage                           | 2014年4月10日サービス終了                                                       |
| 2012年 | 9月5日   | 姫神ブレイド                                                | ドリコム                              | GREE                             | サービス終了                                                                    |
| 2012年 | 9月      | シンデレライレブン                                          | アカツキゲームス KLab                 | Mobage                           | 2017年12月15日サービス終了                                                      |
| 2012年 | 11月22日 | 魔界統一カオスブレイド                                      | アカツキゲームス                      | Mobage                           | 2014年4月10日サービス終了                                                       |
| 2013年 | 5月8日   | 電脳パンデミック                                            | アカツキゲームス                      | Mobage                           | 2013年9月5日サービス終了                                                        |
| 2013年 | 7月31日  | シンデレライレブン                                          | アカツキゲームス                      | iOS/Android                      | 2020年12月25日サービス終了                                                      |
| 2013年 | 11月22日 | サウザンドメモリーズ                                        | アカツキゲームス                      | iOS/Android                      | 2019年5月31日サービス終了                                                       |
| 2014年 | 3月3日   | テイルズ オブ リンク                                        | バンダイナムコゲームス                | iOS/Android                      | バンダイナムコスタジオとの共同開発。2018年3月28日サービス終了。                 |
| 2015年 | 1月30日  | ドラゴンボールZ ドッカンバトル                              | バンダイナムコエンターテインメント    | iOS/Android                      |                                                                                 |
| 2016年 | 6月27日  | あつめて!リラックマ                                         | イマジニア                            | iOS/Android                      | 2020年3月31日サービス終了                                                       |
| 2017年 | 6月27日  | 八月のシンデレラナイン                                      | アカツキゲームス                      | iOS/Android                      | 2024年12月17日サービス終了                                                      |
| 2017年 | 8月30日  | アイドルマスター SideM LIVE ON ST@GE!                       | バンダイナムコエンターテインメント    | iOS/Android                      | 2021年1月より運営縮小、3月23日より更新停止、8月31日サービス終了                 |
| 2017年 | 11月28日 | 新テニスの王子様 RisingBeat                                 | ブシロード アカツキ                   | iOS/Android                      | 2019年9月30日より配信・運営をブシロード、開発をアンビションへ移管               |
| 2018年 | 12月6日  | ロマンシング サガ リ・ユニバース                            | スクウェア・エニックス                | iOS/Android                      |                                                                                 |
| 2018年 | 12月19日 | 八月のシンデレラナイン                                      | アカツキゲームス                      | PC (DMM GAMES)                   | 2024年12月17日終了                                                              |
| 2019年 | 9月24日  | ユニゾンエアー                                              | アカツキゲームス アピリッツ           | iOS/Android                      | 2022年6月30日よりアピリッツとの共同運営 2022年10月1日より運営をアピリッツへ移管 |
| 2020年 | 3月17日  | ONE PIECE ボン! ボン! ジャーニー!!                          | バンダイナムコエンターテインメント    | iOS/Android                      | 2022年4月6日サービス終了                                                        |
| 2020年 | 11月18日 | HoneyWorks Premium Live                                     | アカツキゲームス インクストゥエンター | iOS/Android                      | 2021年9月1日より開発・配信・運営をflaggsへ移管 2023年3月31日サービス終了        |
| 2022年 | 3月1日   | EXtreme LIVES                                               | アカツキゲームス                      | iOS/Android                      | 2023年2月28日サービス終了                                                       |
| 2023年 | 9月23日  | レスレリアーナのアトリエ 〜忘れられた錬金術と極夜の解放者〜 | コーエーテクモゲームス                | iOS/Android PC (Steam)           | 共同開発：ガスト/Team NINJA 2024年8月31日をもって開発・運営より離脱             |
| 2024年 | 11月26日 | 魔女のふろーらいふ                                          | NetEase                               | iOS/Android                      | 開発・運営：NetEase 2025年5月30日サービス終了                                   |
| 2025年 | 2月20日  | TRIBE NINE                                                  | アカツキゲームス                      | iOS/Android/PC                   | 共同開発：トゥーキョーゲームス 2025年11月27日サービス終了予定                   |
| 2025年 | 8月31日  | 怪獣8号 THE GAME                                            | アカツキゲームス                      | iOS/Android/PC                   | 共同プロデュース：東宝/プロダクション・アイジー                                 |
| 2025年 | 9月19日  | HYKE:Northern Light（s）                                    | アカツキゲームス アニプレックス       | Nintendo Switch PlayStation 5 PC | 買い切りタイトル 開発：ブラストエッジゲームズ                                   |